# Мартин Армянин (поселенец)
Мартин Армянин (англ. Martin the Armenian или англ. Martin ye Armenian, известен также как Джон (Ованнес) Армянин) — первый известный поселенец армянского происхождения, прибывший в Северную Америку в 1618 (или 1619) году и обосновавшийся в британской колонии Джеймстаун в Вирджинии.

Был приглашён в колонию для разведения тутового шелкопряда и производства шёлка.

## История
Армяне были среди первых переселенцев из закавказского региона прибывших в Америку.
Известны также и другие армяне, привлеченные в колонию, но вскоре вернувшиеся в Восточную Европу и Кавказ.

Позже, для помощи в разведении шелкопряда, в Джеймстаун были приглашены ещё двое армян, oдному из них, Джорджу Армянину (англ. George the Armenian) было предложено 4000 фунтов табака, чтобы убедить остаться и продолжить работу.